# Saimone Taumoepeau

a Compétitions nationales et continentales officielles uniquement.

b Matchs officiels uniquement.
Dernière mise à jour le 6 février 2019.
Saimone Taumoepeau (dit Taumo), né le 21 décembre 1979 à Ha'apai (Tonga), est un joueur néo-zélandais de rugby à XV. Il joue en équipe de Nouvelle-Zélande et évolue au poste de pilier.
Il est le seul All Black à n'avoir jamais joué en Super 12 lorsqu'il fut sélectionné. Autre particularité notable pour un sportif de haut niveau, méthodiste pratiquant, il ne joue pas le dimanche.

## Carrière

### En équipe nationale
Il a honoré sa première cape internationale en équipe de Nouvelle-Zélande le 13 novembre 2004 contre l'équipe d'Italie et inscrivit un essai à l'occasion.

## Palmarès

### En club
- Champion de France de Pro D2 : 2008
- Championnat de France de Top 14 :
  - Champion (1) : 2013
- Finaliste de l'Amlin Challenge Cup 2010
- Champion de France Fédérale 1 trophée Jean Prat 2017 - 2018

### En province
- Vainqueur de la NPC : 2005, 2007 (Auckland)

### En équipe nationale
- 3 sélections en équipe de Nouvelle-Zélande en 2004 et 2005
- 1 essai (5 points)
- Sélections par année : 1 en 2004, 2 en 2005
- International néo-zélandais junior